# 結婚したい男たち
『結婚したい男たち』（けっこんしたいおとこたち）は、1991年7月5日から9月20日までTBS系列「金曜ドラマ」枠で放送されたテレビドラマ。

## 概要
真剣に結婚を望むも、そこまでに至らない男たちと、結婚が全てではないと思いながらも一人では生きていく自信が無いという女たちとが織り成すラブストーリー。テーマは「結婚」だが、貴島誠一郎プロデューサーは「大事なのは結婚すること自体ではなく、人を好きになること。人はなぜ結婚するのかを考えてみたい」として本作を制作したと話している。
劇中の女性たちにリアリティを持たせて生き生きと描きたいと考え、制作に当たって実際に未婚のOLの結婚観を調査、集団お見合いイベントも取材したほか、出演女優にも取材。山口智子は「自分は結婚願望が強いと言ったら、そんな役になった」と話している。そして本作は、片岡鶴太郎の連続ドラマ初主演作である。脚本の松原敏春は「話がどんどん、あちこちに進むドラマ」と自信を持って話していたことがある。

## あらすじ
なかなか結婚相手が見つからない島津森彦は、お見合いパーティーに参加。そこで鯨岡俊と牛島勉と知り合う。そしてそこには一度お見合いしたことのある八木沢舞とその友人たちも参加していた。そこから、複雑な男女の関係が始まる。

## キャスト
- 島津森彦〈34〉：片岡鶴太郎
エリート営業マン。弟の千代之介と同居しているが、既にマンションの部屋も購入し結婚準備を万端にしているが、なかなかいい結婚相手には恵まれない。
- 島津千代之介〈31〉：布施博
森彦の弟。大手呉服メーカー社員。森彦の結婚相手捜しに協力しているが、兄思いが強過ぎてよくお見合いをダメにしてしまう。
- 鯨岡俊〈27〉：風間トオル　
老舗の和菓子屋の長男。これが難点となって、なかなか結婚まで至れないでいる。
- 八木沢舞〈27〉：南果歩
離婚歴あり。見合いをした森彦に誠実そうな印象を持ち好意を寄せる。バツイチが自分にとって精神的負担になり積極的になれない。
- 鳥居忍：山口智子
舞の同居人。結婚願望が強いために数多くお見合いをしている。そのために男性に対する観察力が身に付いた上、男性への不満ばかりが募っている。
- 大沢涼子：とよた真帆
舞、忍の親友。一見派手で、結婚よりも今の自由な生活を楽しみたいと考える。一方で、もし結婚出来たら良き妻になれる自信はあるという。
- 牛島理沙：和久井映見
牛島勉の娘で、女子大生。両親の離婚をきっかけに、結婚に対して疑問を持つ。俊に好意を抱く。
- 村上恵子：青山知可子
- 土井洋介：益岡徹
森彦の学生時代の親友で、既婚者。結婚することの良さを説きつつ森彦に見合い相手を幾度も紹介する。
- 土井ひとみ：高島礼子
- 鯨岡和江：角替和枝
- 牛島秀子：高林由紀子
- 牛島勉：橋爪功
離婚歴があるが、大きな病気をしたことから人生をやり直したく再婚願望を持つ。
- 八木沢誠：大江千里（第7回のみ）
- その他のキャスト：猪俣光世、遠山俊也、辻脇千恵、赤司ゆり、ピンクタイフーン

## スタッフ
- 脚本：松原敏春
- 演出：生野慈朗、田代冬彦、大木一史
- プロデュース：貴島誠一郎
- 主題歌：大江千里「格好悪いふられ方」
- 制作：TBS

## 放送日程
| 各話   | 放送日  | サブタイトル       | 演出     |
| ------ | ------- | ------------------ | -------- |
| 第1話  | 7月05日 | お見合いパーティー | 生野慈朗 |
| 第2話  | 7月12日 | 運命のプロポーズ   | 生野慈朗 |
| 第3話  | 7月19日 | 離婚女は問題外?    | 田代冬彦 |
| 第4話  | 7月26日 | 恋愛結婚がしたい   | 田代冬彦 |
| 第5話  | 8月02日 | だったら脱げよ!    | 大木一史 |
| 第6話  | 8月09日 | 格好悪いふられ方   | 生野慈朗 |
| 第7話  | 8月16日 | 悲しいほど好き     | 生野慈朗 |
| 第8話  | 8月23日 | 片思いも恋のうち   | 田代冬彦 |
| 第9話  | 8月30日 | 婚約解消パーティー | 田代冬彦 |
| 第10話 | 9月06日 | 明日が見えない     | 生野慈朗 |
| 第11話 | 9月13日 | 素直になれたら…    | 生野慈朗 |
| 最終話 | 9月20日 | もう待たせない     | 生野慈朗 |